# American Task Force on Palestine
La American Task Force on Palestine (ATFP) ( en español: Fuerza de Tarea Americana en Palestina ), es una organización fundada en el año 2003 para defender el interés nacional americano y promover un final al conflicto entre palestinos e israelíes, a través de la creación de un estado palestino que sea capaz de vivir al lado de un estado israelí, en paz y con seguridad. 
La organización condena toda clase de violencia dirigida hacia los civiles, sin importar quienes sean las víctimas o los perpetradores. ATFP es financiada íntegramente por su consejo directivo y sus simpatizantes. ATFP no recibe fondos de ningún gobierno o agencia gubernamental. La organización ha firmado y auditado sus declaraciones financieras y las ha publicado en su página web. La asociación trabaja principalmente en Washington D. C., y busca construir unas relaciones de trabajo fuertes con los departamentos gubernamentales, las agencias, los think tanks, las organizaciones no gubernamentales y los medios de comunicación. La asociación ha mantenido contactos con los gobiernos de los Estados Unidos, Palestina, Israel, y Jordania, para defender sus objetivos políticos. La asociación ha participado en la recolección de fondos, para apoyar causas humanitarias relacionadas con la educación y la salud, en los territorios ocupados palestinos.